# Cisów (gromada)
Cisów (od 1 I 1970 Nowa Huta Cisowska) – dawna gromada, czyli najmniejsza jednostka podziału terytorialnego Polskiej Rzeczypospolitej Ludowej w latach 1954–1972.
Gromady, z gromadzkimi radami narodowymi (GRN) jako organami władzy najniższego stopnia na wsi, funkcjonowały od reformy reorganizującej administrację wiejską przeprowadzonej jesienią 1954 do momentu ich zniesienia z dniem 1 stycznia 1973, tym samym wypierając organizację gminną w latach 1954–1972.
Gromadę Cisów z siedzibą GRN w Cisowie utworzono – jako jedną z 8759 gromad na obszarze Polski – w powiecie kieleckim w woj. kieleckim, na mocy uchwały nr 13c/54 WRN w Kielcach z dnia 29 września 1954. W skład jednostki weszły obszary dotychczasowych gromad Cisów i Widełki ze zniesionej gminy Cisów w tymże powiecie. Dla gromady ustalono 10 członków gromadzkiej rady narodowej.
29 lutego 1956 z gromady Cisów wyłączono oddziały Nr Nr 1, 10–11, 27–29, 43–46, 55–59, 65–70, 78–79, 89 (bez roli), 90–91 i 105–107 nadleśnictwa Daleszyce, włączając je do gromady Daleszyce w tymże powiecie.
31 grudnia 1961 do gromady Cisów przyłączono obszar zniesionej gromady Ociesęki.
Gromadę Cisów zniesiono 1 stycznia 1970 w związku z przeniesieniem siedziby GRN z Cisowa do Nowej Huty Cisowskiej i przemianowaniem jednostki na gromada Nowa Huta Cisowska.